# Milovice u Hořic
Milovice u Hořic (do 31. prosince 1998 Milovice) jsou obec v okrese Jičín v Královéhradeckém kraji. Leží zhruba čtyři kilometry jižně od Hořic. Žije v ní 316 obyvatel. V obci se nachází Autocamp s možností ubytování v chatkách nebo mobilních domech.

## Historie
V katastru obce jsou vykopávky laténského osídlení. V roce 2023 zde byl v rámci archeologického průzkumu předcházejícího stavbě dálnice D35 nalezen nejvýznamnější exemplář červenofigurové keramiky v České republice. Jedná se o soubor úlomků kylixu z 5. století př. n. l.
První písemná zmínka o obci pochází z roku 1369.
Působil tu sedlák a politik Jan Janák, na počátku 20. století poslanec Českého zemského sněmu a dlouholetý okresní starosta v Hořicích.

## Obyvatelstvo
| Rok            | 1869 | 1880 | 1890 | 1900 | 1910 | 1921 | 1930 | 1950 | 1961 | 1970 | 1980 | 1991 | 2001 | 2011 | 2021 |
| -------------- | ---- | ---- | ---- | ---- | ---- | ---- | ---- | ---- | ---- | ---- | ---- | ---- | ---- | ---- | ---- |
| Počet obyvatel | 341  | 298  | 340  | 334  | 333  | 290  | 294  | 193  | 213  | 191  | 208  | 226  | 247  | 289  | 289  |
| Počet domů     | 53   | 53   | 55   | 54   | 54   | 56   | 56   | 60   | 55   | 55   | 55   | 74   | 80   | 84   | 83   |

## Obecní správa
Mezi lety 1869–1976 Milovice u Hořic byly obcí v okrese Hradec Králové (1869–1890), poté v okrese Nová Paka (1900–1930), poté v okrese Hořice (1950) a později v okrese Jičín. Od 30. dubna 1976 do 23. listopadu 1990 patřily jako část obce k Bašnicím a od 24. listopadu 1990 jsou opět samostatnou obcí.

### Obecní symboly
Znak a vlajka byly obci uděleny rozhodnutím předsedy Poslanecké sněmovny Parlamentu České republiky dne 27. dubna 1999.

## Pamětihodnosti
- Kostel svatého Petra a Pavla